# Queimada Nova
Queimada Nova este un oraș în Piauí (PI), Brazilia.